# ОШ „Стефанија Михајловић” Брза Паланка
ОШ „Стефанија Михајловић” са домом ученика у Брзој Паланци наставља традицију основног образовања прве школе, отворене 1847. године.

## Историјат
Школа је отворена на предлог попeчитеља просвете, а Указом кнеза Александра Карађорђевића отворена Мушка основна школа а нешто касније, 1850. године и женска основна школа. Од 1870. године Брза Паланка добија нову школску зграду. После Првог светског рата постојала је само четворогодишња основна школа која је имала три одељења. Одељења су била мешовита, а настава се одвијала дворазредно у Брзој Паланци и четвороразредно у Реци. Томе треба додати и рад са припремним разредом у коме су деца са влашким матерњим језиком у једној школској години учила српски, па се тек после уписивала у први разред. 
Почетком 1929. године основана је Женска занатска школа која је временом прерасла Прогимназију. Школске 1950/1951. године прелази се на обавезно основно школовање у осмогодишњем трајању. Школа од школске 1958/1959. године носи назив ОШ ” Стефанија Михајловић ”. Од 1966. године Основној школи у Брзој Паланци, одлуком СО Кладово припојена је и Основна школа из Грабовице са четворо разредним одељењима у Велесници, Љубичевцу, Великој Каменици и Киломи.

## Школа данас
Област коју школа са матичном и девет подручних школа обухвата, покрива у просторном погледу трећину општине Кладово. Простор је брдско-равничарски, на десној страни реке Дунав а на другој страни Дунава се граничи са Румунијом. 
Подручје које покрива школа обухвата насеља Брзу Паланку, где је матична школа са ученицима од припремног до осмог разреда и Интернат за ученике из брдско планинског подручја, и издвојена одељења до четвртог разреда у селима Купузиште, Грабовица, Велика Каменица, Велесница, Љубичевац и засеоцима брдско планинског подручја Алун, Река, Велики Бељан Килома.